# William Gregory Huddleston Pike
Sir William Gregory Huddleston Pike, britanski general, * 1905, † 1993.